# Coupe de la CEV masculine 1994-1995
Navigation
Édition précédente Édition suivante
La Coupe de la CEV masculine 1994-1995 est la 15e édition de la Coupe de la CEV.

## Tour principal

### Finale à quatre
|  | Demi-finales                                | Demi-finales               |                        |   | Finale                      | Finale                      |
|  | Demi-finales                                | Demi-finales               |                        |   | Finale                      | Finale                      |
|  |                                             |                            |                        |   |                             |                             |
|  | 04.03.95, 15-4, 15-6, 15-3                  | 04.03.95, 15-4, 15-6, 15-3 |                        |   | 05.03.95, 16-14, 15-4, 15-5 | 05.03.95, 16-14, 15-4, 15-5 |
|  | 04.03.95, 15-4, 15-6, 15-3                  | 04.03.95, 15-4, 15-6, 15-3 |                        |   | 05.03.95, 16-14, 15-4, 15-5 | 05.03.95, 16-14, 15-4, 15-5 |
|  | Pallavolo Parme                             | 3                          |                        |   | 05.03.95, 16-14, 15-4, 15-5 | 05.03.95, 16-14, 15-4, 15-5 |
|  | Pallavolo Parme                             | 3                          |                        |   | 05.03.95, 16-14, 15-4, 15-5 | 05.03.95, 16-14, 15-4, 15-5 |
|  | Samotlar Nizhnevartovsk                     | 0                          |                        |   | 05.03.95, 16-14, 15-4, 15-5 | 05.03.95, 16-14, 15-4, 15-5 |
|  | Samotlar Nizhnevartovsk                     | 0                          | Pallavolo Parme        | 3 |                             |                             |
|  | 04.03.95, 15-12, 15-13, 12-15, 11-15, 16-18 |                            | Pallavolo Parme        | 3 |                             |                             |
|  |                                             | AVC Orestiada              | 0                      |   |                             |                             |
|  | Milan Volley                                | AVC Orestiada              | 0                      | 2 |                             |                             |
|  | Milan Volley                                |                            |                        | 2 |                             |                             |
|  | AVC Orestiada                               | 3                          |                        |   |                             |                             |
|  | AVC Orestiada                               | 3                          | Match pour la 3e place |   |                             |                             |
|  |                                             |                            |                        |   |                             |                             |
|  | 05.03.95, 15-9, 15-13, 4-15, 8-15, 10-15    |                            |                        |   |                             |                             |
|  |                                             |                            |                        |   |                             |                             |
|  | Samotlar Nizhnevartovsk                     | 1                          |                        |   |                             |                             |
|  | Samotlar Nizhnevartovsk                     | 1                          |                        |   |                             |                             |
|  | Milan Volley                                | 3                          |                        |   |                             |                             |
|  | Milan Volley                                | 3                          |                        |   |                             |                             |